# スーパークラス (計算機科学)
計算機科学においてスーパークラス (英: superclass) とは、他の下位クラスの派生元となる上位クラスのことである。スーパークラスは親クラスや基底クラスとも呼ばれる。スーパークラスから派生したクラスは子クラス、派生クラス、あるいはサブクラスとして知られている。クラスAがクラスBのサブクラスであるとき、「クラスAはクラスBを拡張 (extends) する」とも言える。
スーパークラスは仮想関数の使用を通じて、特殊化された機能に対する汎用インターフェイスの提供を可能にする。
スーパークラスのメカニズムは、共通の機能をモジュールとなるオブジェクトにカプセル化することで実現される再利用性を持つことから、オブジェクト指向プログラミングで広範囲に利用される。
多くのオブジェクト指向言語は抽象クラスと具象クラス両方をサポートするだろう。

## 語源
スーパークラスは集合論で言うところの上位集合 (superset) を語源として持つ。